# Sotalia
Sotalia là một chi cá heo gồm loài Sotalia guianensis và Sotalia fluviatilis được tách ra năm 2007. Việc tách loài này dựa trên các kết quả phân tích hình thái học gần đây cũng như dựa trên phân tích ti thể DNA.
Các loài trong chi này được tìm thấy ở các vùng ven biển Đại Tây Dương và Caribe thuộc Nam và Trung Mỹ cũng như sông Amazon và các nhánh của sông này.

## Các loài
- Sotalia fluviatilis (Gervais & Deville, 1853), Tucuxi
- Sotalia guianensis (van Bénéden, 1864), Costero or Guiana dolphin